# Acanthopagrus bifasciatus
Acanthopagrus bifasciatus är en fiskart som först beskrevs av Forsskål, 1775.  Acanthopagrus bifasciatus ingår i släktet Acanthopagrus och familjen havsrudefiskar. Inga underarter finns listade i Catalogue of Life.